# Oberdresselndorf
Oberdresselndorf ist ein Ortsteil von Burbach im Siegerland, zugehörig zum Kreis Siegen-Wittgenstein in Nordrhein-Westfalen.

## Geographie
Der Ort liegt, als südlichste Gemarkung Westfalens, südöstlich des Zentrums von Burbach. Oberdresselndorf und Niederdresselndorf gehen ineinander über. Oberdresselndorf liegt ganz zentral im Hickengrund im südlichen Siegerland direkt am Dreiländereck von Nordrhein-Westfalen zu Hessen und Rheinland-Pfalz. Der Ort befindet sich im Tal auf einer Höhe zwischen 375 und 405 m zwischen dem Gebirgskamm Die Höh (bis 598 m) im Norden und den Ausläufern des Westerwaldes im Süden. Südlich vom Ort liegt das Landschaftsschutzgebiet „Winterbachtal“.

### Nachbarorte
Nachbarorte von Oberdresselndorf sind Niederdresselndorf im Norden, Flammersbach (LDK) im Nordosten, Langenaubach (LDK) im Osten, Breitscheid (LDK) im Südosten, Rabenscheid (LDK) im Süden, Weißenberg und Liebenscheid (beide WW) im Südwesten, Lippe im Westen und Lützeln im Nordwesten.

## Geschichte
Oberdresselndorf wurde erst nach dem 14. Jahrhundert gegründet. Es ist somit das jüngste Dorf der Gemeinde Burbach.
1812 lebten in Oberdresselndorf 218 reformierte Einwohner in 43 Wohnhäusern. Zudem bestanden ein Schulhaus und ein Backhaus. 1816 wurde Oberdresselndorf preußisch und Teil der Bürgermeisterei Dresselndorf. 1844 wurde diese mit der Bürgermeisterei Burbach zum Amt Burbach zusammengelegt.
Seit dem kommunalen Neugliederung, die am 1. Januar 1969 in Kraft trat, gehört der Ort zur neuen Großgemeinde Burbach.

### Einwohnerzahlen
Einwohnerzahlen des Ortes:
| Jahr | Einwohner |
| ---- | --------- |
| 1812 | 218       |
| 1818 | 243       |
| 1885 | 313       |
| 1895 | 342       |

| Jahr | Einwohner |
| ---- | --------- |
| 1905 | 401       |
| 1910 | 393       |
| 1925 | 493       |
| 1933 | 519       |

| Jahr | Einwohner |
| ---- | --------- |
| 1939 | 513       |
| 1950 | 622       |
| 1961 | 698       |
| 1967 | 810       |

| Jahr | Einwohner |
| ---- | --------- |
| 1994 | 886       |

## Verkehrsanbindung
Etwa 4 Kilometer entfernt befindet sich der Flughafen Siegerland, einer der am höchsten gelegenen Verkehrsflughäfen Deutschlands. Im benachbarten Niederdresselndorf befindet sich ein Haltepunkt an der Bahnstrecke Betzdorf–Haiger.
Durch den Ort verläuft die Landstraße 730. Den öffentlichen Personennahverkehr stellt die VGWS mit den Buslinien L 220 sowie R26 sicher.

## Sonstiges
- Am südlichen Ortsrand liegt das Naturdenkmal „Wildweiberhäuschen“.
- Im Ort gibt es ein Bürgerhaus sowie einen Kindergarten, der im Frühjahr 1956 eröffnet  wurde und vom DRK betrieben wird.
- Die „Grundschule Dresselndorf“ liegt in Niederdresselndorf und ist gemeinsame Grundschule beider Orte.
- Im Bereich "Brendersheckelchen", ca. 200 m oberhalb der "Tongrube" in Richtung Liebenscheid, befindet sich Deutschlands ältester Schwarzerlenbestand (Alnus glutinosa). Teilweise haben diese ca. 300 Jahre alten sechs Bäume eine Stammumfang von bis zu 5,50 m.